# Stazione di Matrei
La stazione di Matrei è una stazione ferroviaria posta sulla linea Innsbruck-Brennero. Serve il comune di Matrei am Brenner.

## Storia

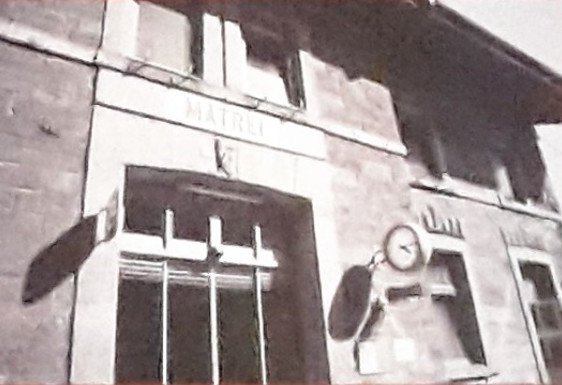
Stazione Matrei

La stazione venne inaugurata nel 1867 insieme alla tratta Innsbruck-Brennero.
Tale stazione si colloca a metà tra Innsbruck e Brennero. L'edificio si è mantenuto nella veste e nell'esecuzione rispondente ai canoni al suo tempo definiti da von Flattich. Lo zoccolo, sviluppato su due, ampio e sporto di gronda struttura in legno, angolari a blocchi bugnati che incorniciano gli spigoli dell'edificio, muratura liscia tessuta con conci di pietra. Il portale centrale, con finestre binate che poggia sul marciapiede, segna l'asse da cui si prolungano le due ali laterali. Finestre e porte sono contornate da fasce in pietra liscia scalpellinata. Le finestre del piano terra sono segnate da una architettura di scarico in pietra bugnata con chiave centrale rialzata. La composizione della facciata trova similitudini e riscontri come quelle della stazione di Prato Isarco.

## Strutture e impianti
È composta da un fabbricato viaggiatori e quattro binari più due tronchi.